# Comtat de Froburg
El comtat de Froburg (a vegades Frohburg) fou una jurisdicció feudal a la moderna Suïssa amb dominis als cantons actuals de Solothurn (Soleure) i Aargau (Argòvia). El castell de Froburg estava situat prop de Trimbach, al modern cantó de Solothurn.
La casa comtal devia sorgir com altres a l'inici del segle XI centrada en un castell senyorial. No se'n coneix l'origen i els seus dominis primitius eren a l'Aargau; se sospite que eren una branca dels comtes conradians del Wetterau que s'haurien separat de la branca principal a la segona meitat del segle X i mentre uns s'haurien establert a Tegenfelden, els altres ho van fer a Hauenstein; es van anar estenent però van topar amb els senyors de Bechburg i els comtes d'Homberg que els van aturar.
El títol degué ser primer senyorial però a la segona part del segle XII ja era comtal, i el portaven al segle XII dos germans de nom desconegut. El primer tenia un fill de nom Herman I que està testimoniat com a comte el 1169 en un diploma, i es diu que era cosí del bisbe de Basilea Lluís I de Froburg. El segon germà, Volmar I va deixar dos fills: Lluís, el bisbe, i Volmar II, que era comte esmentat en una carta de 1175. Els Froburg havien reforçat la seva posició des de l'inici del segle XII aportant alguns bisbes a la diocesi de Basilea (entre 1133 i 1179 tres bisbes de la família van exercir el càrrec). Com que els veïns els impedien l'expansió territorial els comtes van recórrer a altres mitjans, bàsicament els enllaços matrimonials i la construcció de castells o de noves viles: van fundar el convent de Schönthal i a la rodalida el castell i la vila de Waldenburg (Basilea), i el monestir de Saint-Maurice a la vila de Zofingue; aquesta vila com Liestal, Olten, Fridau i Wiedlisbach, foren les principals fundacions dels comtes de Froburg. També van construir o patrocinar la construcció dels castells de Wartenberg, Dietgen, Hagberg (prop d'Olten) i Erlinsburg (sota Oensingen). Van combatre el senyor de Kienberg en una guerra i van derrotar els senyors d'Aarburg, que van haver de cedir tots els seus dominis als comtes de Froburg, el que els va assegurar una comunicació directe entre Olten i Zofingue. Quan van adquirir el castell de Neu-Bechburg el van convertir en la seva fortalesa principal al Buchsgau juntament amb el castell de Bipp; llavors la fortalesa de Froburg va perdre progressivament importància. Els Froburg foren aliats dels Hohenstaufen i més d'un cop van creuar als Alps per anar a Itàlia. El 1177 la pau de Choggia entre Frederic Barba-roja i el Papa es va signar estant present Lluís de Froburg, bisbe de Basilea, acompanyat de trenta homes de seguici. Després els Froburg foren fidels a Frederic II.
El següent comte Herman II, probable fill de Volmar, era comte vers 1201. Tenia almenys un germà (Lluís II) i una germana de nom Gepa, casada amb Rodolf comte de Sisgau o Tierstein i en segones noces amb Ulric III de Kyburg. Els Froburg van retre homenatge a Frederic II a Basilea el 1212 i el van acompanyar diverses vegades a Itàlia; es diu que la famosa joia anomenada «ònix de Schaffhouse», que porta el nom de Lluís de Froburg, hagués estat regalada a la família per l'emperador com agraïment per la seva ajuda militar. Herman II fou el pare de Herman III i Lluís III i d'al menys dos altres fills comtes, i dues filles: Richenza casada amb el comte Bertold de Neuchatel, amb el que va continuar la casa dels barons o comtes de Neuchatel, i Elisabet, casada amb un comte de Bechburg mort el 1244, i pares dels darrers comtes de Bechburg extingits el 1292.
Herman III es va casar amb Heilwig d'Habsburg i haurien estat els pares de Sofia (+ 1241) i de Lluís IV de Froburg (+ en data desconeguda, potser vers el 1250). Lluís III es va casar amb Gertruda d'Habsburg (+ 1241) i foren els pares de Lluís, Hartman i Rodolf i d'una filla de nom Sofia, casada amb Walter III senyor de Klingen. Les relacions dels Froburg i els Hohenstaufen es van refredar cap a la meitat del segle XII abans ja de la mort de Frederic II.
Lluís V, esmentat el 1245 i mort el 1279, es va casar amb una princesa de la casa d'Homberg-Tierstein i van tenir una filla es va casar amb Enric senyor de Rappolstein continuadors de la casa de Rappolstein, i un fill, Werner de Froburg-Homberg, casat amb una Cunegunda deixant una filla, Ita de Froburg-Homberg, casada amb Frederic de Toggenburg (+1315), pares d'un altre Frederic de Toggenburg.
Hartman, esmentat el 1263, es va casar amb Agnes de Bechburg o amb una Clemència; fou el pares de dos fills un dels quals va portar el títol de comte de Froburg i l'altra de landgravi de Froburg-Buchsgau.
I Rodolf, esmentat el 1263.
Després la meitat del segle XIII la casa dels Frobourg es va començar a debilitar per manca de suport dels Hohenstaufen i la pèrdua d'influència al bisbat de Basilea, i a més es va fraccionar en tres línies (Froburg-Homberg, extingida el 1325, Waldenburg i Zofingen (extingides el 1307); la dispersió geogràfica dels seus dominis entre Alsàcia i els Alps, feia difícil un reagrupament i al no haver sabut controlar els colls estratègics del Jura. La noblesa que abans els feia costat els va abandonar. Les riques donacions fetes a les abadies els havien empobrit i en diverses línies no podien intervenir en cap afer de manera rellevant i així foren el bisbe de Basilea i els Habsburg els que es van disputar el Rin Superior. Les possessions a Schwyz i Unterwalden foren abandonades i Waldenburg venuda al bisbe de Basilea que els va retornar en feu. Als Habsburg els van vendre els castells de Wartenberg, prop de Muttenz, i les viles d'Aarbourg i Zofingue i la resta dels dominis a l'Aargau. Al Buchsgau els comtes de Nidau van comprar el castell de Froburg el 1307 i poc després van esdevenir consenyors del comtat. En aquest temps Werner II de Froburg-Homberg va intentar aturar la decadència i es va posar al costat d'Enric VII al que va acompanyar a Itàlia i va prendre part a les lluites entre gibel·lins i güelfs. El castell de Froburg fou abandonat pels Nidau el 1330 i destruït per un terratrèmol el 1356.
La família es va extingir el 1366 al morir l'abat Herman VI, que fou el darrer representant.